# Sureste

Rosa de los vientos mostrando el Sureste.

El sureste, sudeste o sueste es la línea intermedia entre los puntos cardinales sur y este (ubicada a 45 grados exactos de cada uno de ellos).